# Вспышка пневмонии в Китае (2023)
В ноябре 2023 года органы здравоохранения КНР сообщили о вспышке респираторной болезни в нескольких городах северной части страны. В связи с тем, что больницы в Пекине и Ляонине были переполнены, Всемирная организация здравоохранения запросила у Китая подробную информацию о тяжелых заболеваниях дыхательной системы на территории страны, в то же время посоветовав местным властям ввести важные меры предосторожности. Китай согласился, ответив, что по имеющимся данным «не были обнаружены необычные или новые патогены». По состоянию на 23 ноября 2023 причина вспышки точно не становилась. Среди возможных причин — известные сезонные заболевания и отмена ограничений из-за COVID-19.
Подобная вспышка пневмонии началась в штате Огайо (США) примерно в то же время, но по состоянию на декабрь 2023 года считается, что они [вспышки] не связаны. Дания сообщила, что на её суверенной территории произошла вспышка пневмонии. По состоянию на ноябрь 2023 года выявлен 541 случай заболевания. Кроме того, министерство здравоохранения Филиппин подтвердило, что по состоянию на 25 ноября в стране 4 подтверждены случаи инфицирования Mycoplasma pneumoniae или «прогулочной пневмонии» среди зарегистрированных гриппоподобных заболеваний.